# Episodi di Che Dio ci aiuti (quarta stagione)
La quarta stagione della serie televisiva Che Dio ci aiuti, composta da 20 episodi, è andata in onda in prima visione e in prima serata su Rai 1 dall'8 gennaio al 5 marzo 2017.

Logo della stagione

| nº | Titolo                        | Prima TV         |
| -- | ----------------------------- | ---------------- |
| 1  | Tutto su mia madre            | 8 gennaio 2017   |
| 2  | Codice a barre                | 8 gennaio 2017   |
| 3  | La lista                      | 12 gennaio 2017  |
| 4  | Colpire non subire            | 12 gennaio 2017  |
| 5  | Un'altra me                   | 15 gennaio 2017  |
| 6  | Tutta colpa dell'istinto      | 15 gennaio 2017  |
| 7  | Di madre in figlia            | 22 gennaio 2017  |
| 8  | Famiglia croce e delizia      | 22 gennaio 2017  |
| 9  | Fantasmi                      | 29 gennaio 2017  |
| 10 | Come si cambia                | 29 gennaio 2017  |
| 11 | Un'altra occasione            | 5 febbraio 2017  |
| 12 | Buone intenzioni              | 5 febbraio 2017  |
| 13 | Bersagli mobili               | 12 febbraio 2017 |
| 14 | Una goccia nel mare           | 12 febbraio 2017 |
| 15 | Orgoglio e pregiudizi         | 19 febbraio 2017 |
| 16 | Fortuna che ci sei            | 19 febbraio 2017 |
| 17 | Amore a tutti i costi         | 26 febbraio 2017 |
| 18 | Fato, destino, o...           | 26 febbraio 2017 |
| 19 | Un passo avanti, due indietro | 5 marzo 2017     |
| 20 | La vita che verrà             | 5 marzo 2017     |

## Tutto su mia madre
- Diretto da: Francesco Vicario
- Scritto da: Elena Bucaccio

### Trama
Un anno dopo il termine della terza stagione, il "Convento degli Angeli" si svuota di alcuni suoi componenti: Guido, dopo il bellissimo e commovente matrimonio tanto atteso con Azzurra, si trasferisce a Londra con il piccolo Davide, dove ha ottenuto un’importante cattedra, mentre Azzurra resterà ancora per un po’ a Fabriano poiché impegnata in un tirocinio in una piccola casa per orfani al fine di prendere il diploma come assistente sociale; Margherita, incerta fino alla fine, verrà sorpresa da una proposta di nozze da parte di Carlo, che accetterà con gioia, trasferendosi poi a Bruxelles per lavoro insieme a Carlo  e alla piccola Anna, mentre Nina e Rosa si trasferiscono, nina in Africa con Gregorio e rosa  a Milano per lavoro. Nonostante questo, fanno il loro ingresso nel convento Monica, figlioccia di Suor Angela, giovane specializzanda in medicina, che si è appena sposata alle Hawaii con Luca, uomo più grande di lei e con un bambino, Edo, del quale Monica si troverà a prendersi cura, suo malgrado, dopo la scomparsa in mare del marito; poi c'è Nico, testimone di nozze di Guido, playboy incallito e vecchio amico/nemico di Monica fin dal liceo e con la quale in passato non si era comportato proprio bene: è un giovane avvocato che prenderà il posto di Guido nella serie e farà fatica ad accettare le regole del convento, come quella di non portarsi a letto una ragazza diversa ogni sera. Nonostante l'arrivo al convento di questi due nuovi personaggi, Azzurra sarà comunque al centro di una faccenda delicata: sarà accusata di un'esplosione avvenuta all'interno della casa famiglia presso cui lavora e che causerà un incidente grave ad uno dei bambini, Michi. Fortunatamente Azzurra sarà scagionata da quest'accusa grazie a Nico e ospiterà in convento, almeno fino a quando la casa famiglia non sarà di nuovo agibile, Emma, una ragazzina di quindici anni, apparentemente scorbutica ma dal cuore d'oro, che si scoprirà poi, attraverso un particolare a conoscenza dei soli Suor Angela, Azzurra e Guido, essere la figlia che Azzurra ebbe quando aveva solo quindici anni e che abbandonò appena nata davanti ad un ospedale. Inizialmente spaventata, Azzurra cercherà di andarsene a Londra da Guido, ma Suor Angela riuscirà a farla desistere dall'intento promettendole il suo aiuto nell'avvicinamento ad Emma che nutre odio nei confronti della madre a lei sconosciuta.
- Altri interpreti: Neva Leoni, Andres Gil, Cesare Kristian Favoino, Elisabetta Fusari, Gianluigi Pilisi, Bernardo Casertano, Miriam Dalmazio, Lino Guanciale
- Ascolti: telespettatori 6 122 000 – share 21,55%[1].

## Codice a barre
- Diretto da: Francesco Vicario
- Scritto da: Elena Bucaccio

### Trama
Una ragazza, Valentina, viene aggredita fuori dal convento da un uomo. Suor Angela le presta soccorso. Valentina racconta di essere una escort e di voler continuare il suo lavoro, anche se l'uomo che l'ha aggredita, suo cliente, la perseguita perché Valentina gli ha rubato dei soldi. Edo, nel frattempo, stravolge la routine di Monica. Nico offre aiuto alla sua vecchia "amica", dandole dei turni per occuparsi di edo. Valentina ruba dei soldi dalla cassa del bar del convento per restituirli al cliente-aggressore, ma lui  tenta di violentarla; viene salvata da Nico e Suor Angela.  suor angela propone a Valentina di abbandonare il suo lavoro per un anno e lavorare per lei nel bar in cambio del silenzio sul furto dei soldi al bar.
- Altri interpreti: Bernardo Casertano, Giancarlo Judica Cordiglia, Giulia Schiavo (Ali), Ludovica Martino (Serena)
- Ascolti: telespettatori 5 764 000 – share 25,34%[1].

## La lista
- Diretto da: Francesco Vicario
- Scritto da: Francesco Arlanch

### Trama
Suor Angela si occupa di Leone Gagliardi, un vecchio amico che ha perso tutto e che aspetta da molto un trapianto al cuore. Intanto, Nico chiede a Monica di aiutarlo a liberarsi di una donna che lo perseguita. Suor Angela scopre che il dottor Gabriele Mattei, che ha in cura Leone, sta facendo di tutto per far sì che Leone non venga operato. Scopre in seguito che Gabriele vuole vendicarsi di Leone perché è suo padre, che anni prima ha abbandonato la madre quando era in dolce attesa. Infine, Suor Angela e Valentina si ricattano a vicenda.
- Altri interpreti: Fabio Sartor (Leone Gagliardi), Yuri Casagrande Conti
- Ascolti: telespettatori 5 790 000 – share 20,54%[2].

## Colpire non subire
- Diretto da: Francesco Vicario
- Scritto da: Elena Bucaccio

### Trama
Le ragazze del convento si coalizzano in un ipotetico girl power, un sodalizio al femminile: Monica per spegnere l'attrazione verso Nico, Valentina per contrastare il dottor Mattei, Azzurra per riprendere il suo tirocinio ed Emma per far colpo su un compagno di scuola. Nonostante lo sforzo di Suor Angela per mantenere tutto in equilibrio, i risultati delle ragazze saranno alquanto discutibili.
- Altri interpreti: Bernardo Casertano, Lavinia Andolina, Lavinia Biagi, Barbara Begala, Gianmarco Malizia, Giuseppe Orsillo
- Ascolti: telespettatori 5 644 000 – share 24,03%[2].

## Un'altra me
- Diretto da: Francesco Vicario
- Scritto da: Elena Bucaccio, Dario Carraturo & Daniela Delle Foglie

### Trama
Suor Angela è alle prese con Claudia, una giovane donna che nasconde dei segreti. Mentre Monica e Nico diventano amici e lui la introduce nel magico mondo delle app per incontri, Gabriele "indaga" con Suor Costanza tra le mura del convento per scoprire il misterioso responsabile di un torto subito. Intanto Azzurra acconsente ad accompagnare Emma a fare shopping, ma la circostanza fa riaffiorare in lei ricordi dolorosi.
- Altri interpreti: Naike Anna Silipo, Simone Ciampi, Gabriele Linari
- Ascolti: telespettatori 5 423 000 – share 19,00%[3].

## Tutta colpa dell'istinto
- Diretto da: Francesco Vicario
- Scritto da: Laura Ippoliti & Elena Bucaccio

### Trama
Mentre Suor Angela è pronta a tutto per aiutare Bruno, padre di un bambino leucemico in attesa di un midollo compatibile per il trapianto, Valentina riscopre un lato di sé grazie all'aiuto del piccolo paziente. Intanto Monica riceve l'invito del suo ex storico ad andare al suo matrimonio e non può certo andarci da sola. Chiede allora a Gabriele, che ritiene il suo uomo ideale, di accompagnarla, mentre Azzurra tenta di aiutarla nei preparativi per l'evento pur di non pensare ad Emma.
- Altri interpreti: Marco Giuliani, Cristina D'Alberto, Giorgio Mele, Gianmarco Malizia, Matteo Pittiruti
- Ascolti: telespettatori 5 220 000 – share 21,70%[3].

## Di madre in figlia
- Diretto da: Francesco Vicario
- Scritto da: Viola Rispoli & Lea Tafuri

### Trama
Il caso di Serena, una ragazza disposta a farla finita perché rimasta incinta a 15 anni, riporta a galla in Emma e Azzurra vecchie ferite, che solo l'intervento di Suor Angela può lenire. Mentre Nico diventa l'improbabile modello di vita per  Edo, Monica continua ad essere convinta che Gabriele sia l'uomo della sua vita e cerca di strappagli un invito a cena. Peccato che anche Valentina abbia preso di mira Gabriele e ciò ovviamente porta le due ragazze ad una guerra all'ultimo stratagemma.
- Altri interpreti: Miriam Candurro (Gloria, madre di Serena), Ludovica Martino (Serena), Giampiero De Concilio, Gianmarco Malizia, Stefania Blandeburgo
- Ascolti: telespettatori 5 242 000 – share 19,31%[4].

## Famiglia croce e delizia
- Diretto da: Francesco Vicario
- Scritto da: Elena Bucaccio

### Trama
Suor Angela trova in Azzurra l'aiuto per occuparsi del delicato caso di Laura e del fratello Luca, ragazzo ritardato in stato vegetativo, dopo aver scommesso con Suor Costanza di non impicciarsi. Intanto Nico sperimenta le conseguenze di una famiglia alquanto "ingombrante" e si ritrova a gestire l'indisciplinato nipote Andrea, il quale sembra instaurare un particolare feeling proprio con Emma.
- Altri interpreti: Bernardo Casertano, Stefania Blandeburgo, Marina Occhionero, Giampiero De Concilio, Gianmarco Malizia
- Ascolti: telespettatori 5 407 000 – share 24,99%[4].

## Fantasmi
- Diretto da: Francesco Vicario
- Scritto da: Elena Bucaccio

### Trama
Suor Angela sospetta che un'amica di vecchia data di Monica e il suo fidanzato, apparentemente perfetto, nascondano un segreto inconfessabile. Intanto, Valentina teme che il suo passato da escort possa deludere Gabriele e fa di tutto per tenerglielo nascosto, compreso fingersi malata pur di non incontrare in ospedale una sua vecchia "collega" ricoverata per alcuni esami. Nel frattempo Azzurra è andata a Londra da Guido e Davide per un po' di giorni e Monica evita Nico pur di non parlare con lui di ciò che è successo tra di loro.
- Altri interpreti: Erika Aurora Pistis, Giampiero De Concilio, Fabrizio Monaldi
- Ascolti: telespettatori 5 059 000 – share 18,57%[5].

## Come si cambia
- Diretto da: Francesco Vicario
- Scritto da: Francesco Arlanch

### Trama
Suor Costanza viene investita da un'auto in fuga e Suor Angela teme che la colpa possa essere di un ragazzo di sua conoscenza. Mentre Monica ha lanciato una "sfida" di fedeltà a Nico proprio quando il convento vive un'invasione tutta al femminile, Azzurra è sempre più convinta che Andrea sia una cattiva compagnia per Emma perché le ricorda una sua vecchia conoscenza ed è pronta a correre ai ripari.
- Altri interpreti: Bernardo Casertano, Giampiero De Concilio, Michele Boccia, Alessandra Piscopo, Federica Lucaferri, Nicole Mazzocato
- Ascolti: telespettatori 5 243 000 – share 23,59%[5].

## Un'altra occasione
- Diretto da: Francesco Vicario
- Scritto da: Elena Bucaccio & Silvia Leuzzi

### Trama
Suor Angela si ritrova a dover fare i conti con una nuova "pecorella smarrita", una ragazza di nome Asia, che ha perso la memoria e che Nico stava per investire con la sua moto e che poi ha tratto in salvo, rendendosi ai suoi occhi una sorta di eroe. Intanto Valentina cerca un modo per farsi desiderare da Gabriele e Azzurra cerca un modo per farsi perdonare da Emma dopo ciò che è successo con Andrea, ma Emma non ne vuole sapere ed è troppo impegnata a pensare alla sua nuova possibile famiglia adottiva.
- Altri interpreti: Maria Chiara Giannetta (Asia), Mia Benedetta, Bernardo Casertano, Guido Roncalli, Alessandro Cosentini, Davide Iacopini
- Ascolti: telespettatori 5 062 000 – share 18,14%[6].

## Buone intenzioni
- Diretto da: Francesco Vicario
- Scritto da: Silvia Leuzzi, Umberto Gnoli

### Trama
Nico vuole aiutare Asia a ritrovare la memoria e cerca l'appoggio di Monica, che lo aiuta solo perché non sopporta la presenza di Asia, che dopo l'incidente si è trasferita in convento: i due si ritrovano così pericolosamente vicini. Intanto Suor Angela deve aiutare una ragazza in cerca di riscatto sociale, mentre tra Valentina e Gabriele l'idillio prosegue, ma anch'esso non è destinato a durare in eterno. Infatti, la cena per gli investitori dell'ospedale si avvicina e in quell'occasione succederà di tutto.
- Altri interpreti: Maria Chiara Giannetta (Asia), Mia Benedetta, Bernardo Casertano, Guido Roncalli, Davide Iacopini, Fiorenza Tessari, Olga Kent, Luca Fiamenghi
- Ascolti: telespettatori 5 116 000 – share 24,27%[6].

## Bersagli mobili
- Diretto da: Francesco Vicario
- Scritto da: Daniela Delle Foglie & Elena Bucaccio

### Trama
Nico tenta invano di rendere Asia la donna perfetta, mentre Monica troverà consolazione in una conoscenza che sembra fatta proprio apposta per lei. Intanto Azzurra, impegnata a prendersi cura di Emma dopo il suo calo di glicemia, dovrà fare i conti con le sue nuove responsabilità e con i nuovi genitori adottivi di Emma Le cose sembrano non filare liscio neanche per Valentina e Gabriele, la cui relazione, dopo ciò che è successo alla festa, sembra essere giunta ad un bivio.
- Altri interpreti: Maria Chiara Giannetta (Asia), Mia Benedetta, Bernardo Casertano (Riccardo), Guido Roncalli, Davide Iacopini (Dottor Martino Liuzzi), Lorenzo Degl'Innocenti, Beatrice Aiello,
- Ascolti: telespettatori 5 171 000 – share 18,82%[7].

## Una goccia nel mare
- Diretto da: Francesco Vicario
- Scritto da: Viola Rispoli

### Trama
Suor Angela è alle prese con Ginevra, una ragazza di tredici anni che teme che la madre sia ricaduta nel terribile tunnel della droga. Intanto Edo cerca un modo, con l'aiuto di Suor Angela, per far mettere insieme Nico e Monica, mentre Azzurra deve aiutare Emma, abbattuta dopo la difficile delusione avuta dai suoi genitori adottivi, e fare i conti con i sospetti che Guido la tradisca con la sua nuova assistente. Invece, Gabriele deve di nuovo fare i conti con un ormai morente Leone e con le decisioni di Valentina.
- Altri interpreti: Maria Chiara Giannetta (Asia), Bernardo Casertano (Riccardo), Giulia Innocenti (Debora), Davide Iacopini (Dottor Martino Liuzzi), Ginevra Francesconi, Giampiero De Concilio, Fabio Sartor (Leone Gagliardi), Lino Guanciale (Guido Corsi)
- Ascolti: telespettatori 5 268 000 – share 24,64%[7].

## Orgoglio e pregiudizi
- Diretto da: Francesco Vicario
- Scritto da: Francesco Arlanch, Elena Bucaccio

### Trama
Guido fa ritorno inaspettatamente a Fabriano per fare una sorpresa ad Azzurra, con grande gioia di azzurra , ma anche di Suor Angela, e francesca  suor angela  può nuovamente coinvolgerlo nei casi di cui si occupa: questa volta il problema è Mauro, un ragazzino che fatica a superare la separazione dei genitori e la posizione non proprio chiara di suo padre. Intanto, Monica e Nico si intromettono a vicenda nelle rispettive vicende amorose: lei per dimostrare che ad Asia è tornata la memoria e finge solo per tenersi stretta Nico e lui per capire se Martino tradisce Monica. In entrambi i casi, i risultati dei comportamenti dei monica e nico saranno alquanto discutibili.
- Altri interpreti:  Maria Chiara Giannetta (Asia), Bernardo Casertano (Riccardo), Vincenzo Ferrera (Francesco Sangalli), Davide Iacopini (Dottor. Martino Liuzzi), Chiara Centioni (Anna Sangalli), Nicholas Salvatori, Lino Guanciale (Guido Corsi)
- Ascolti: telespettatori 5 368 000 – share 19,45%[8].

## Fortuna che ci sei
- Diretto da: Francesco Vicario
- Scritto da: Mario Ruggeri & Elena Bucaccio

### Trama
Mentre Azzurra deve fare i conti con la sfortuna nel tentativo di organizzare ad Emma una fantastica festa a sorpresa per il suo compleanno, Nico e Asia si lasciano e lei se ne va dal convento, mentre lui scopre che Martino tradisce veramente Monica, ma le tace il fatto per evitarle l'ennesima delusione d'amore. Intanto Suor Angela si occupa di Delia, una ragazza orfana di padre che, convinta di portare sfortuna, è divenuta autolesionista.
- Altri interpreti: Valentina Martone, Sara Celestini, Bernardo Casertano (Riccardo), Angela Tuccia (Ester Tomasi), Davide Iacopini (Dottor. Martino Leuzzi , Raimondo Todaro (sé stesso),
- Ascolti: telespettatori 5 340 000 – share 23,63%[8].

## Amore a tutti i costi
- Diretto da: Francesco Vicario
- Scritto da: Elena Bucaccio

### Trama
Le ragazze del convento si ritrovano a dover fare i conti con alcuni esami: Monica con sua madre, che è sempre stata molto intransigente, Valentina con la madre di Gabriele, che ha sempre bocciato ogni sua fidanzata ed Azzurra con la psicologa incaricata di valutare il caso suo e di Emma per capire se lei è in grado di essere una buona madre per Emma. Il senso di responsabilità le porterà allora a ricorrere a stratagemmi non proprio onesti per superare le rispettive prove, con l'ovvio disappunto di Suor Angela, la quale tenta di convincere una ragazzina a intraprendere le cure per poter guarire dalla sua malattia, ma lei si rifiuta.
- Altri interpreti: Cloris Brosca (Adele, mamma di Monica), Marit Nissen, Paolo De Giorgio, Giulia Faggioni, Sabrina Pellegrino, Ludovica Coscione (Agata),  .
- Ascolti: telespettatori 5.344.000 – share 19,29%[9].

## Fato, destino, o...
- Diretto da: Francesco Vicario
- Scritto da: Silvia Leuzzi, Daniela Delle Foglie & Elena Bucaccio

### Trama
Caterina, la migliore amica di Emma quando si trovava ricoverata presso la casa famiglia, arriva facendo felice Emma. La sua presenza, però, riapre in Emma ferite mai rimarginate in passato. Intanto Valentina prova ad esaudire le strane richieste di Suor Costanza, mentre Edo e Suor Angela sono indaffarati a far riavvicinare Nico e Monica, senza però ottenere inizialmente il risultato previsto.
- Altri interpreti: Claudia D'Antonio, Pietro Faiella
- Ascolti: telespettatori 5 366 000 – share 23,17%[9].

## Un passo avanti, due indietro
- Diretto da: Francesco Vicario
- Scritto da: Elena Bucaccio

### Trama
Il padre di Valentina arriva al convento a sorpresa accompagnato dall'altra figlia Ilaria. Valentina, dopo avergli parlato, va in crisi. Intanto, Nico e Monica vogliono far funzionare la loro storia anche a costo di cambiare la loro natura, ma con scarso successo. Azzurra dà una mano ad Emma per prepararla all'audizione al San Carlo nel migliore dei modi, ma il giorno dell'audizione Emma trova il braccialetto delle Spice Girls e capisce che Azzurra è sua madre: Emma si arrabbia moltissimo e non vuole più parlarle.
- Altri interpreti: Luca Lazzareschi (Pietro Valpreda), Lucrezia Massari (Ilaria Valpreda), Barbara Folchitto (Carla, moglie di Pietro).
- Ascolti: telespettatori 5 778 000 – share 20,79%[10].

## La vita che verrà
- Diretto da: Francesco Vicario
- Scritto da: Elena Bucaccio

### Trama
Una neonata abbandonata rompe la tranquilla vita delle ospiti del convento e Suor Angela prova a capire la provenienza della bambina, anche perché la piccola ha dei problemi ed è necessario trovare la madre. Alla fine riesce a capire chi è la madre, ricoverata anche lei in ospedale, riuscendo a salvare la bambina, ma fallendo nel tentativo di convincerla a tenerla. Emma non vuole perdonare Azzurra per quanto accaduto, ma loro si ritrovano a vegliare insieme la neonata in ospedale per tutta la notte. La mattina seguente, Emma ascolta Azzurra dire alla madre di non abbandonare la bimba perché se ne sarebbe pentita e spiegandole anche quello che ha provato lei: lì per lì la cosa non sembra farle cambiare idea sulla madre, ma alla fine la perdona e la raggiunge all'università dove Azzurra, con Guido e Davide che la supportano, sta dando l'esame finale del suo corso per assistente sociale. La famiglia, finalmente, è più unita che mai. Valentina è ancora scossa per il rifiuto del padre e se la prende con Gabriele. Approfittando della richiesta di un ex cliente di passare un weekend con lui, nonostante tutti i tentativi di suor Costanza e di Gabriele di parlarle, lascia il convento di nascosto e se ne va, ritornando alla vecchia vita. Nico e Monica si separano a causa di un grosso equivoco e anche perché Monica capisce di volere il "per sempre" e, pur essendosi resa conto di amare Nico, sa che lui non è pronto. Così accetta un trasferimento a Milano, portandosi via anche Edo. Nico, al momento della loro partenza, capisce di ricambiare i sentimenti di Monica e di essere pronto a rischiare pur di non perderla, ma mentre glielo sta per dire si apre la porta del convento e compare Luca, il marito disperso di Monica.
- Altri interpreti: Lana Vladi (Greta), Cesare Kristian Favoino (Davide Corsi), Lino Guanciale (Guido Corsi).
- Ascolti: telespettatori 5 944 000 – share 26,65%[10].